# Stavba roku
Stavba roku je česká celorepubliková veřejná neanonymní soutěž staveb, která vznikla roku 1992 za účelem zavedení systému hodnocení a následné prezentace celkové kvality staveb. Pořádá ji ABF – Nadace pro rozvoj architektury a stavitelství za podpory dalších subjektů (například Ministerstvo průmyslu a obchodu).

## Způsob hodnocení
Dlouhodobě stabilní se ukázal systém hodnocení, které soutěž přijala již od svého druhého ročníku. Ten dostal podobu pravidelných prohlídek cca 30 staveb (50 % z přihlášených v každém roce), které postoupily do druhého kola posuzování a ze kterých porota navrhuje 15 Nominací na Titul Stavba roku a 5 samotných Titulů Stavba roku. Přitom nominace i tituly nejsou udělovány s pořadím a nejsou ani děleny na nějaké kategorie. To dlouhodobě umožňuje vybrat každý rok ty nejlepší z dokončených staveb i ocenit stavbu relativně drobnou vedle stavby mnohamiliardové.
Stavby může přihlásit kterýkoliv člen stavebního týmu (projektant, dodavatel, investor) dokonce i uživatel, ale po jen dohodě s ostatními členy týmu. Soutěže se mohou zúčastnit stavby dokončené do června aktuálního roku. Původní omezení na dobu dokončení jeden rok bylo zrušeno s ohledem na otevření soutěže účastníkům regionálních soutěží i postupnému dokončování některých staveb. Stavba se však v soutěži nesmí objevit vícekrát.

## Oceněné stavby
Následující výčet představuje pět vítězů soutěže z hlavní kategorie po každý rok konání soutěže Stavba roku. Stavby nejsou umístěny v pořadí.

### 1993
Oceněny byly tyto stavby:
- Rekonstrukce Rudolfina

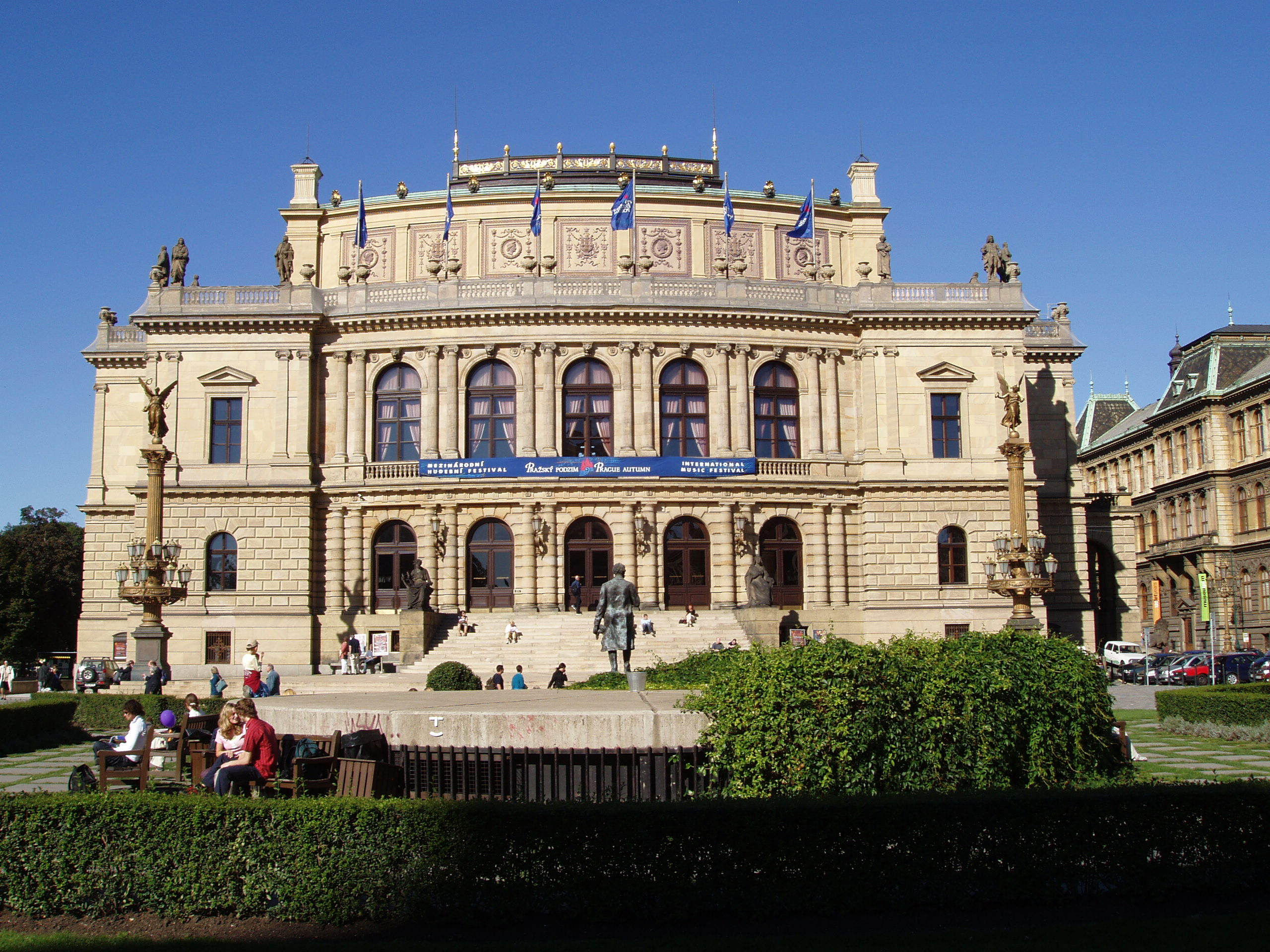
1993: Rudolfinum

- Rekonstrukce a dostavba areálu FC Boby Brno
- Středisko drobného podnikání v Třebíči
- Autosalon Opel v Plzni
- Rekonstrukce a modernizace domova důchodců v Proseči u Pošné

### 1994
Oceněny byly tyto stavby:
- Obchodní akademie v Kroměříži
- Rekonstrukce domů pro Agrobanku v Hybernské ulici v Praze 1
- Dětská léčebna lázeňského areálu v Klimkovicích
- Penzion důchodců v Karlových Varech
- Administrativní centrum v Římské ulici v Praze 2

### 1995
Oceněny byly tyto stavby:
- Rekonstrukce a dostavba Československé obchodní banky v ulici Na Poříčí v Praze 1
- Hraniční předávací stanice zemního plynu v Lanžhotě
- Bankovní a administrativní komplex Agrobanky na České ulici v Brně
- První privátní chirurgické centrum Sanus v Hradci Králové
- Základní umělecká škola v Liberci
- Čistírna odpadních vod v Litoměřicích

### 1996
Oceněny byly tyto stavby:

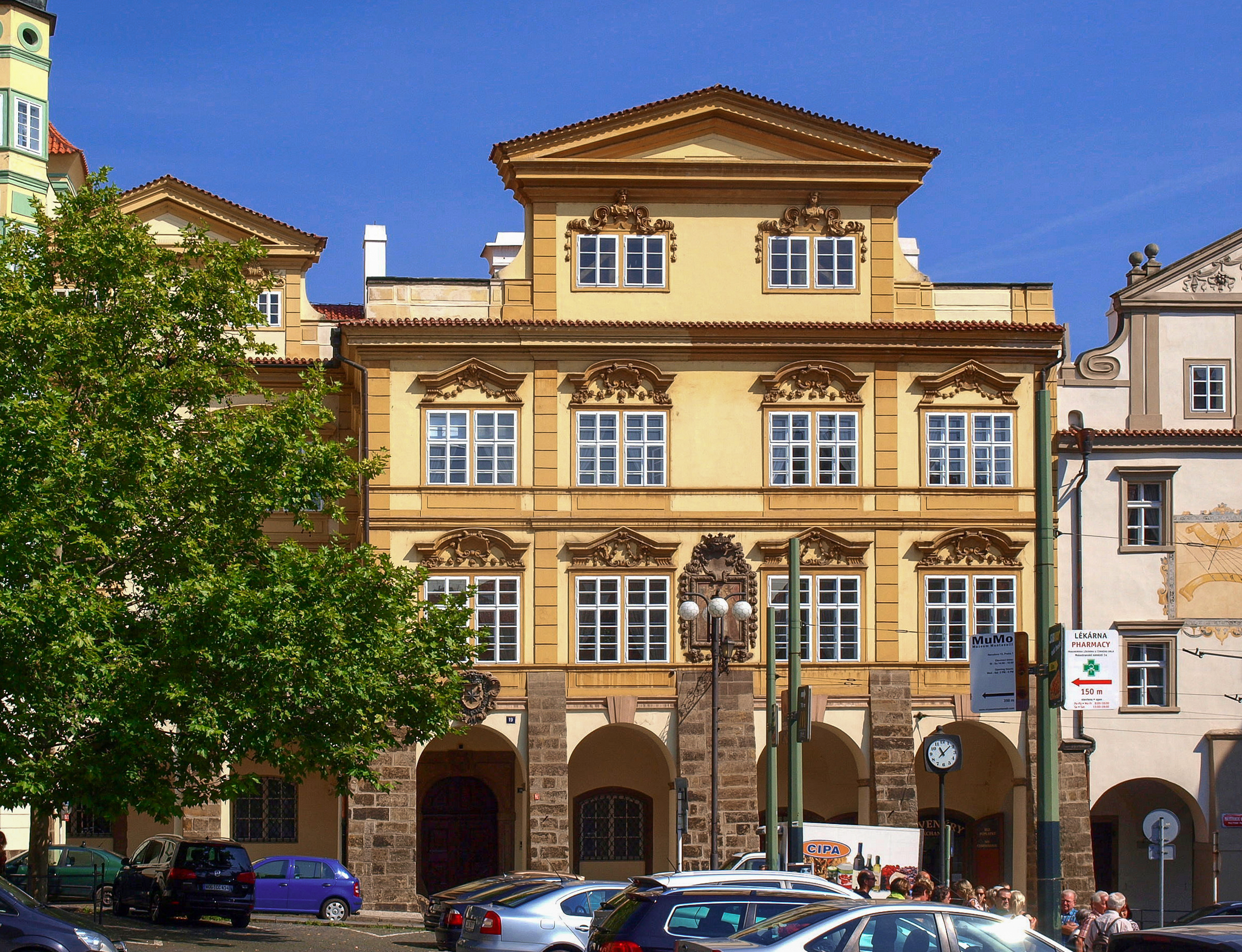
1996: Šternberský palác na Malé Straně

- Bytový dům v ulici Nad Ostrovem v Praze 4
- Vestavba projekčních kanceláří do haly Sedan, ABB První brněnská strojírna v Brně
- První etapa dostavby areálu Fakultní dětské nemocnice J. G. Mendela v Brně
- Rekonstrukce administrativní budovy VZP, pobočka Praha
- Rekonstrukce Šternberského paláce a přilehlých domů na Malostranském náměstí v Praze 1 pro Parlament ČR

### 1997
Oceněny byly tyto stavby:
- Sklad Jihomoravské plynárenské v Brně
- IBC v ulici Příkop v Brně
- Sdružená administrativní budova Finančního úřadu, Úřadu práce, Okresního soudu a Okresního státního zastupitelství ve Žďáru nad Sázavou
- Administrativní centrum Rathova pasáž na Ovocném trhu v Praze 1
- Rekonstrukce zámečku Štekl v Hluboké nad Vltavou

### 1998
Oceněny byly tyto stavby:

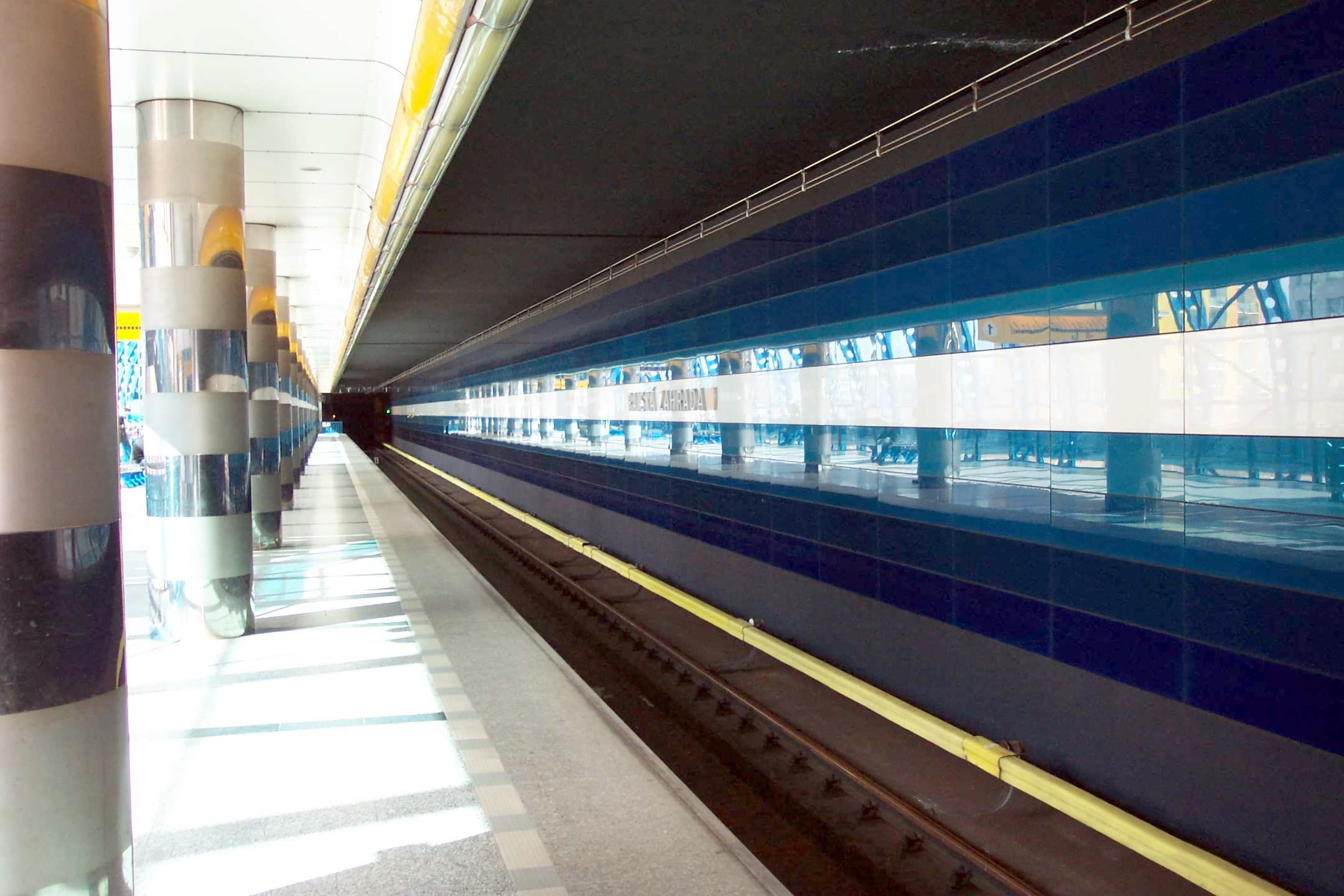
1999: Stanice metra Rajská zahrada v Praze

- Provozní budova České zemědělské a potravinářské inspekce v Brně-Pisárkách
- Komerčně administrativní centrum v Thámově ulici v Praze 8
- Závod Korado v České Třebové
- Golfový areál Olšová Vrata v Karlových Varech
- Vysoká škola pedagogická, objekt společné výuky v Hradci Králové

### 1999
Oceněny byly tyto stavby:
- Stanice metra Rajská zahrada v Praze 9
- U Kříže v Praze 5
- Konstrukční centrum Škoda Auto v Mladé Boleslavi
- Řídící centrum Jihomoravské plynárenské v Brně[9]
- Sdružený objekt Úřadu městského obvodu Plzeň 2-Slovany

### 2000
Oceněny byly tyto stavby:
- Vzdělávací a rekreační centrum Šiškův mlýn ve Vanově u Telče
- OMYA Vápenné, závod Pomezí v Lipové-lázních
- Dokončení občanské vybavenosti (první etapa) – základní škola s 18 třídami v Rychnově nad Kněžnou
- Závod na termické využití odpadu (TVO) v Liberci
- Provozně administrativní budova MUZO Praha

### 2001
Oceněny byly tyto stavby:

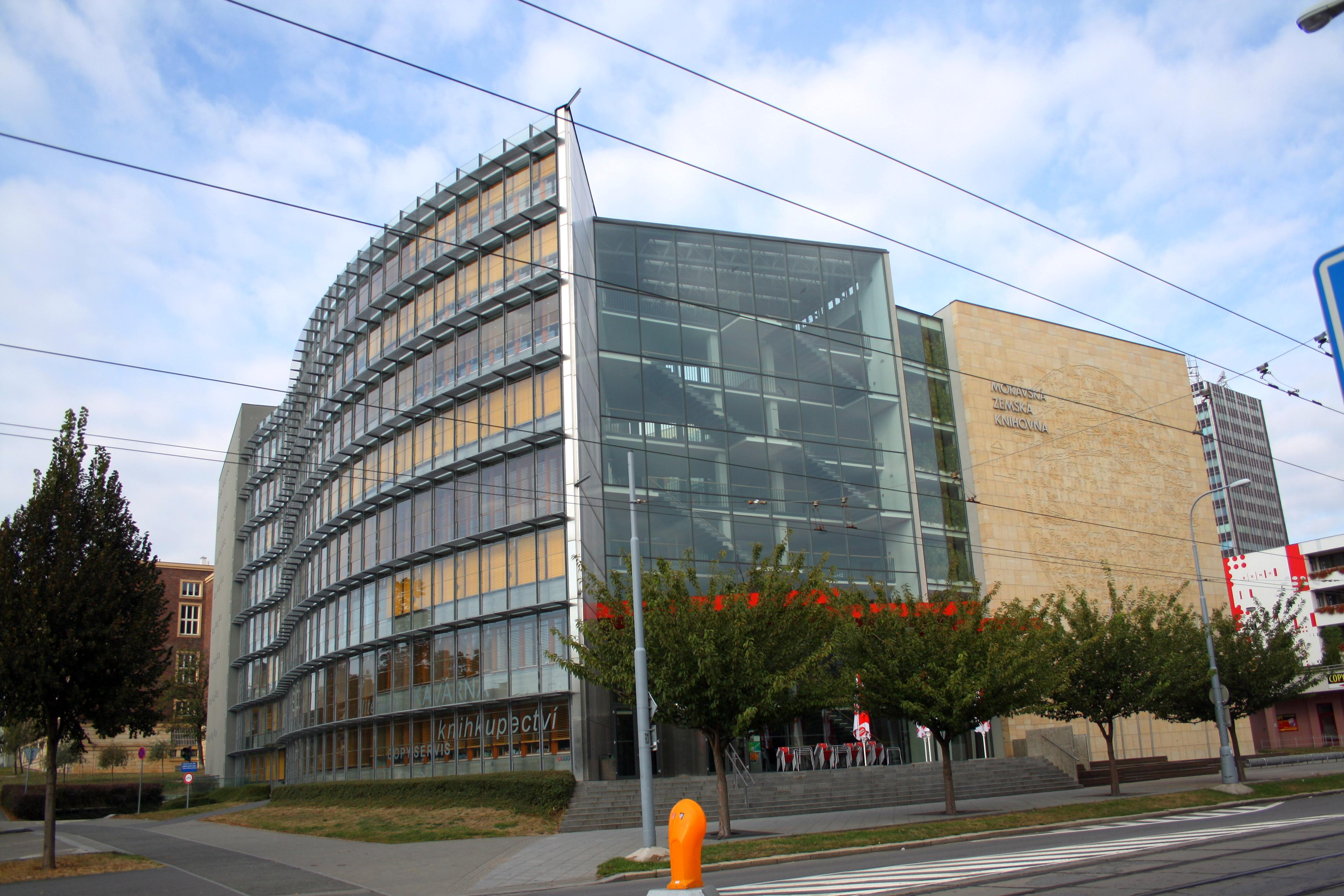
2001: Moravská zemská knihovna v Brně

- Obchodně administrativní centrum Zlatý Anděl v Praze 5
- Státní vědecká knihovna a Židovské kulturní centrum v Liberci
- Bytový dům s pečovatelskou službou ve Šlejnické ulici v Praze 6
- Corso Karlín v Praze 8
- Moravská zemská knihovna v Brně

### 2002
Oceněny byly tyto stavby:
- Panelové domy v Gagarinově ulici v Hradci Králové
- Bazén v Děčíně
- Domov důchodců v Hradci Králové
- Divadlo Minor v Praze 1
- Polyfunkční komplex v Duhové ulici v Praze 4

### 2003
Oceněny byly tyto stavby:

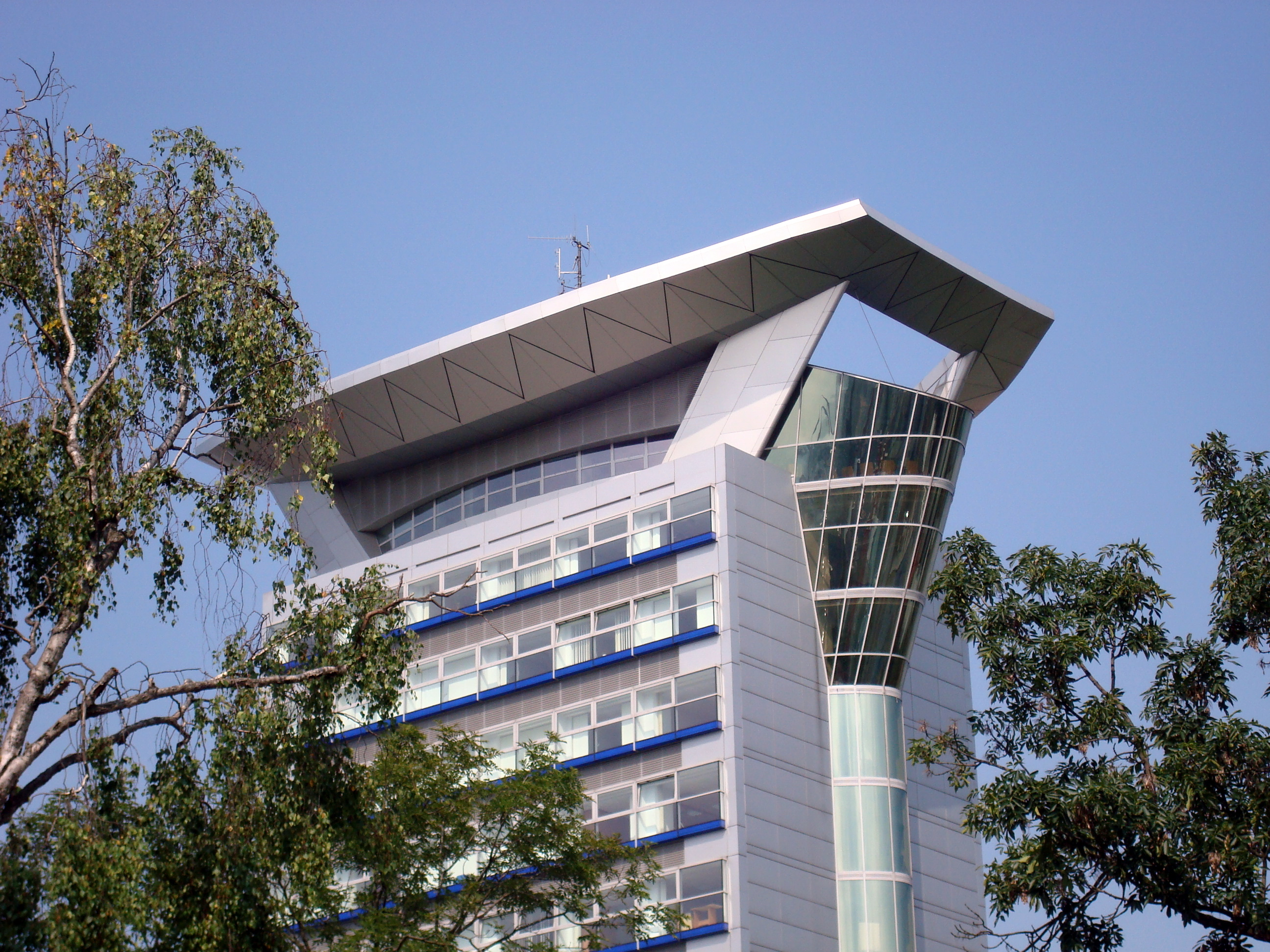
2003: Budova Severomoravské plynárenské v Ostravě

- Rekonstrukce paláce Langhans v Praze 1
- Speciální školy v Rakovníku
- Rekonstrukce a oprava správní budovy Severomoravské plynárenské v Ostravě
- Rekonstrukce a rehabilitace Nostického paláce v Praze 1
- Sídlo Krajského úřadu pro kraj Vysočina v Jihlavě

### 2004
Oceněny byly tyto stavby:
- Rekonstrukce a dostavba hotelu Carlo IV. na Senovážném náměstí v Praze 1
- Chirurgická a ortopedická klinika – pavilon malých zvířat, Veterinární a farmaceutická univerzita Brno
- Sazka Arena v Praze 9
- Rychlostní silnice R 35, stavba R 3509 – druhá etapa Slavonín–Přáslavice
- Obchodně provozní komplex Jihomoravské plynárenské v Brně[15]

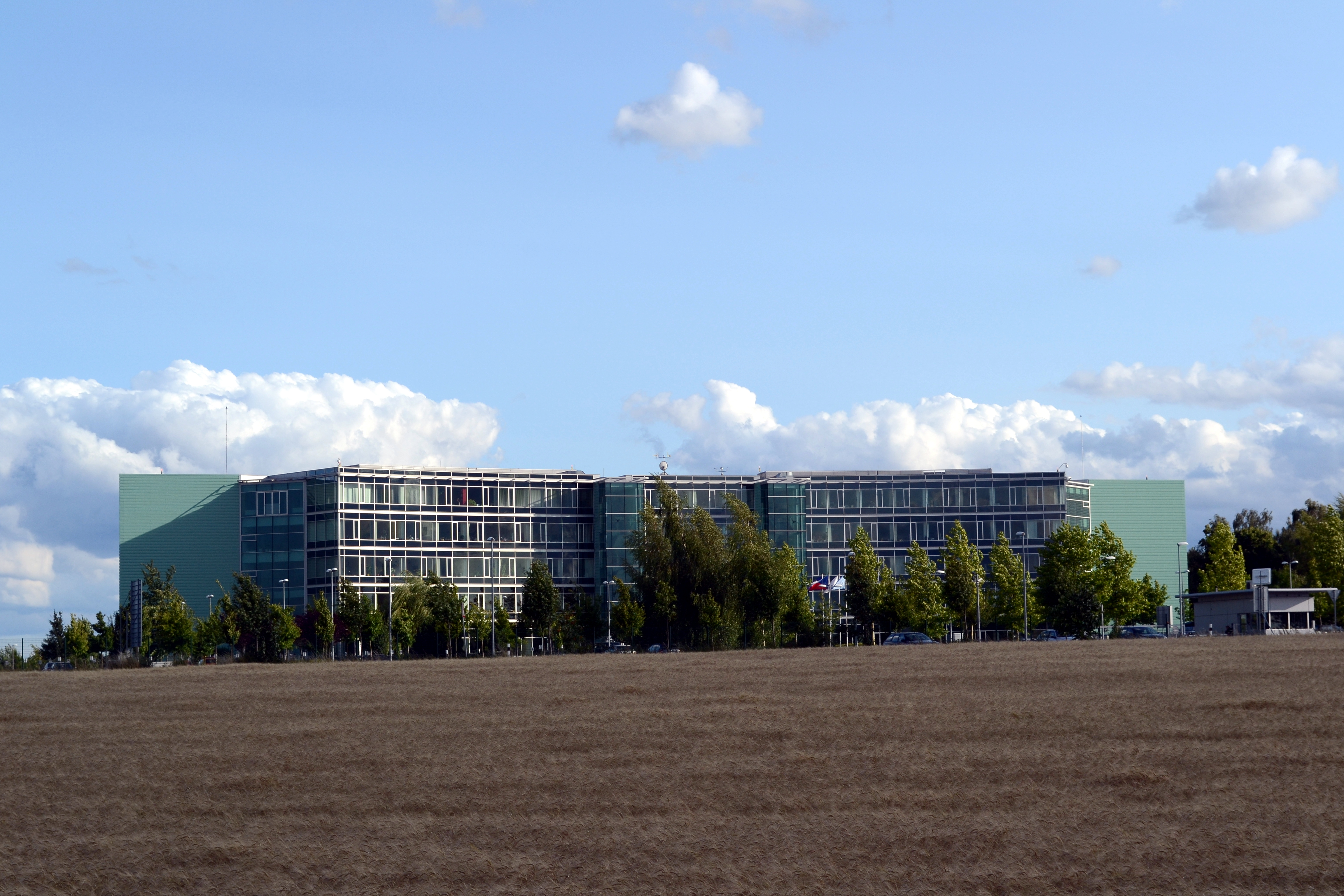
2005: Národní integrované středisko Řízení letového provozu ČR v Jenči u Prahy

### 2005
Oceněny byly tyto stavby:
- Rekonstrukce Pachtova paláce a Jiráskova domu v Praze 1
- Národní integrované středisko Řízení letového provozu ČR v Jenči u Prahy
- Objekt specializovaných výukových prostor Mendelovy zemědělské a lesnické univerzity v Brně
- Pavilon interních oborů Fakultní nemocnice v Hradci Králové
- Rekonstrukce památkového objektu Měšťanská beseda v Plzni

### 2006

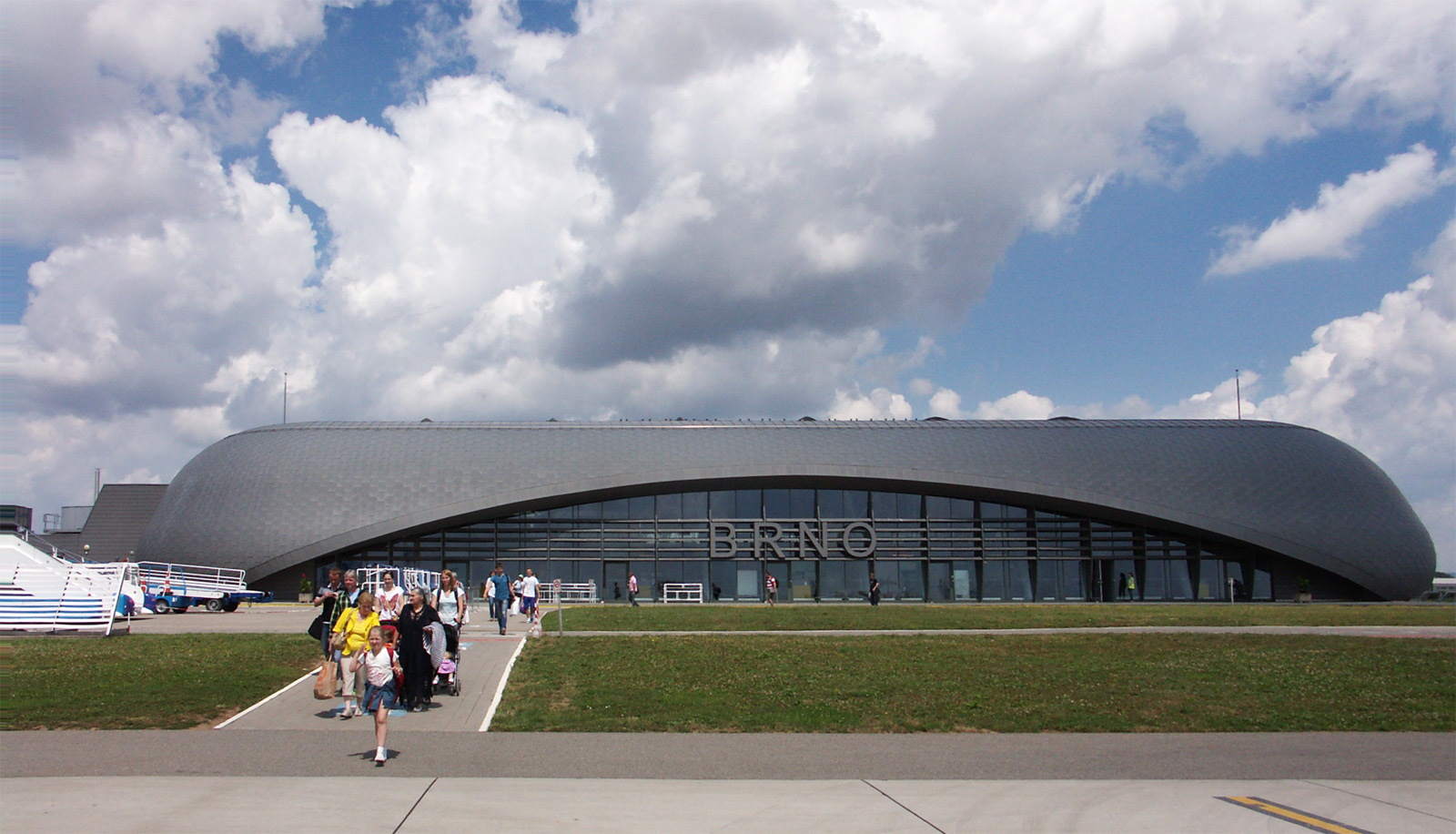
2007: Odbavovací terminál letiště Brno

Oceněny byly tyto stavby:
- Rekonstrukce divadla Reduta

### 2007
Oceněny byly tyto stavby:
- Lávka pro cyklisty přes řeku Vltavu, v ulici E. Pittera
- Nové Ústředí ČSOB
- Odbavovací terminál letiště Brno
- Mandarin Oriental Hotel Praha
- Arcidiecézní muzeum Olomouc, 2. etapa

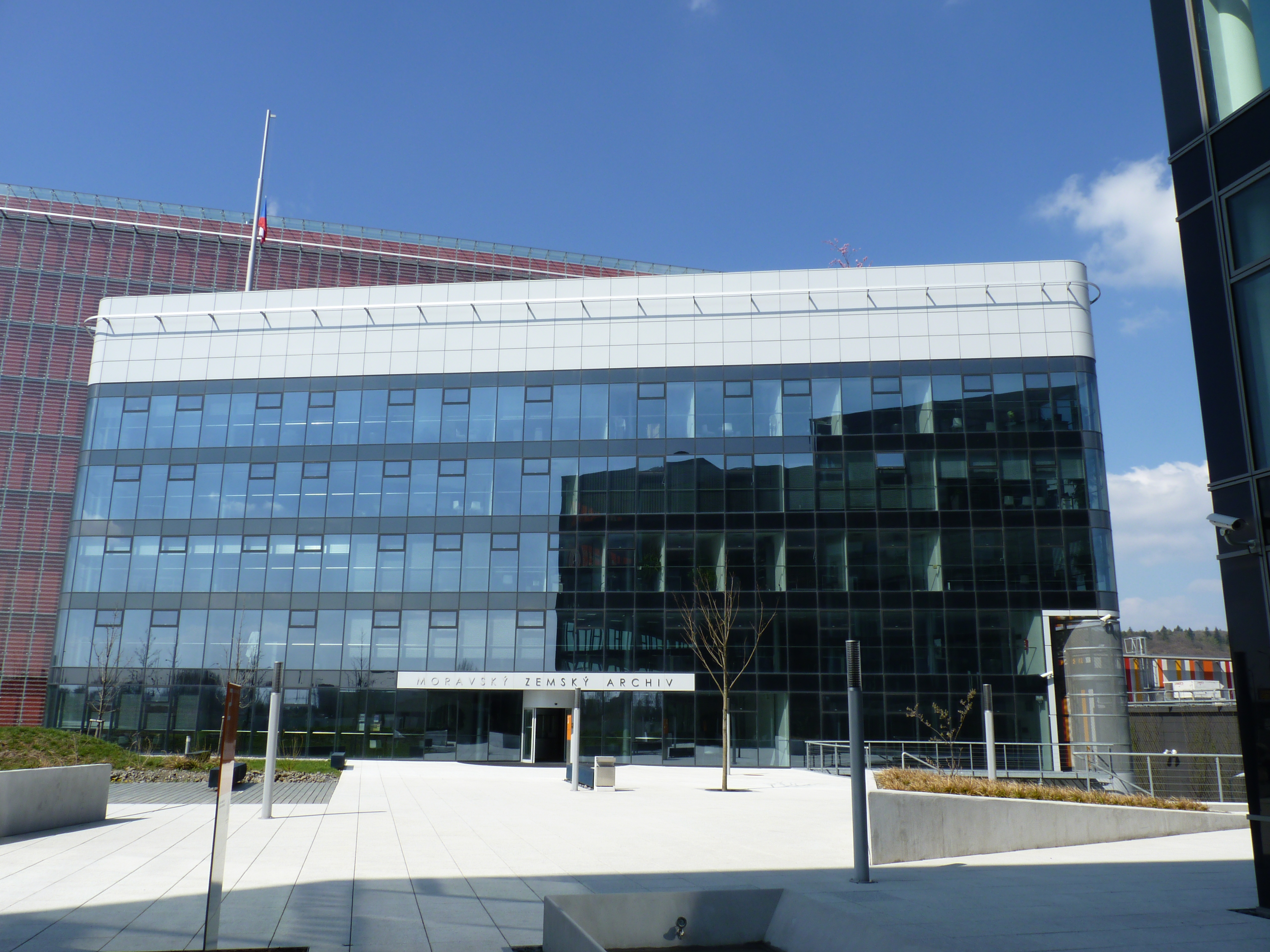
2008: Moravský zemský archiv

### 2008
Oceněny byly tyto stavby:
- Rekreační a sportovní komplex „Park Holiday“, Praha
- Moravský zemský archiv v Brně[20]
- Zavěšený most na D47 přes řeku Odru a Antošovické jezero
- Obytný soubor Horní Počernice – Horní Počernice, V Lukách
- Administrativní centrum Královéhradeckého kraje

### 2009
Oceněny byly tyto stavby:

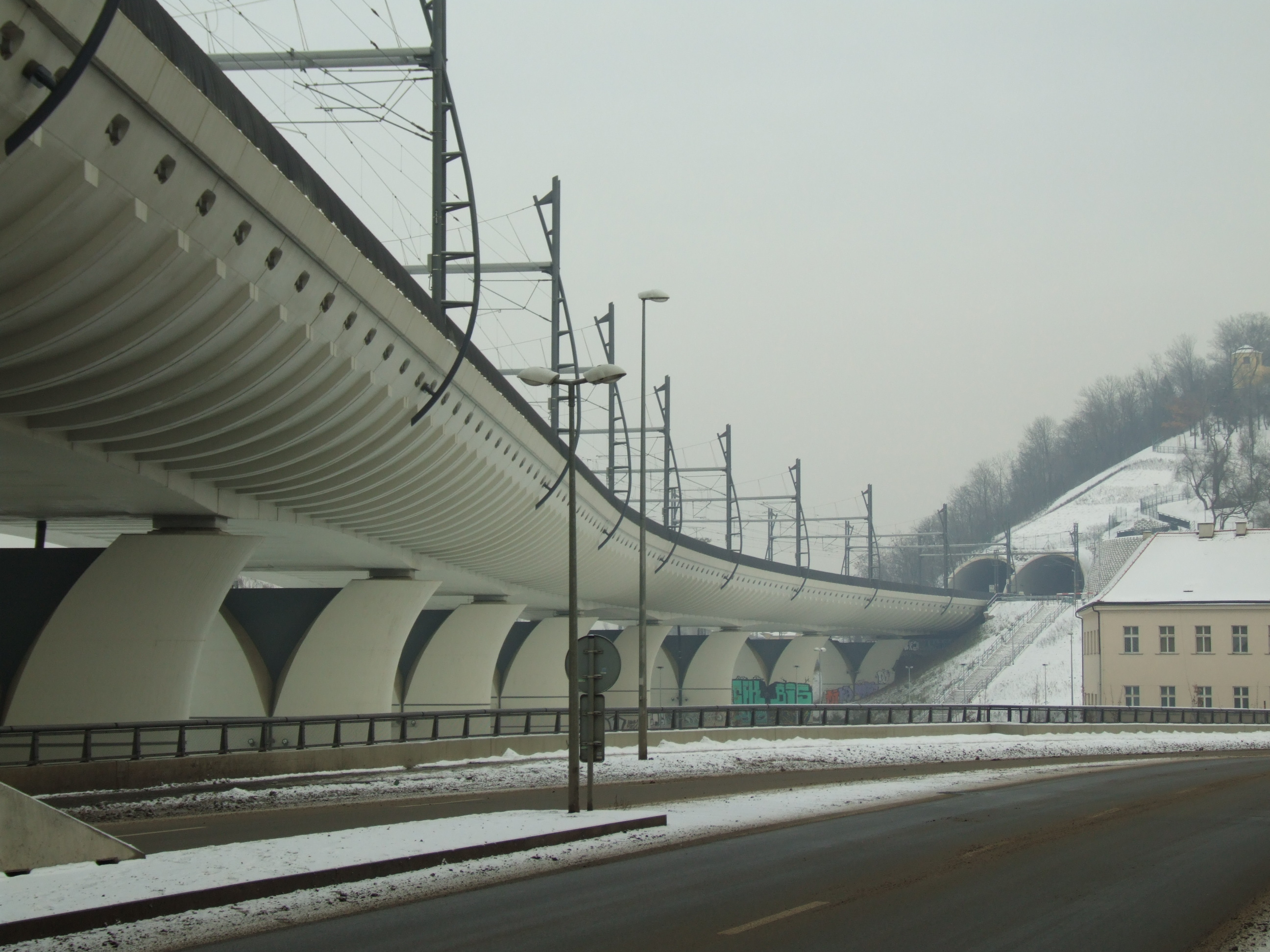
2009: Nové spojení v Praze

- Studijní a vědecká knihovna v Hradci Králové
- Bytový dům Na Topolce
- City Park Jihlava
- Nové spojení
- Classic 7 Business Park – I. etapa

### 2010
Oceněny byly tyto stavby:

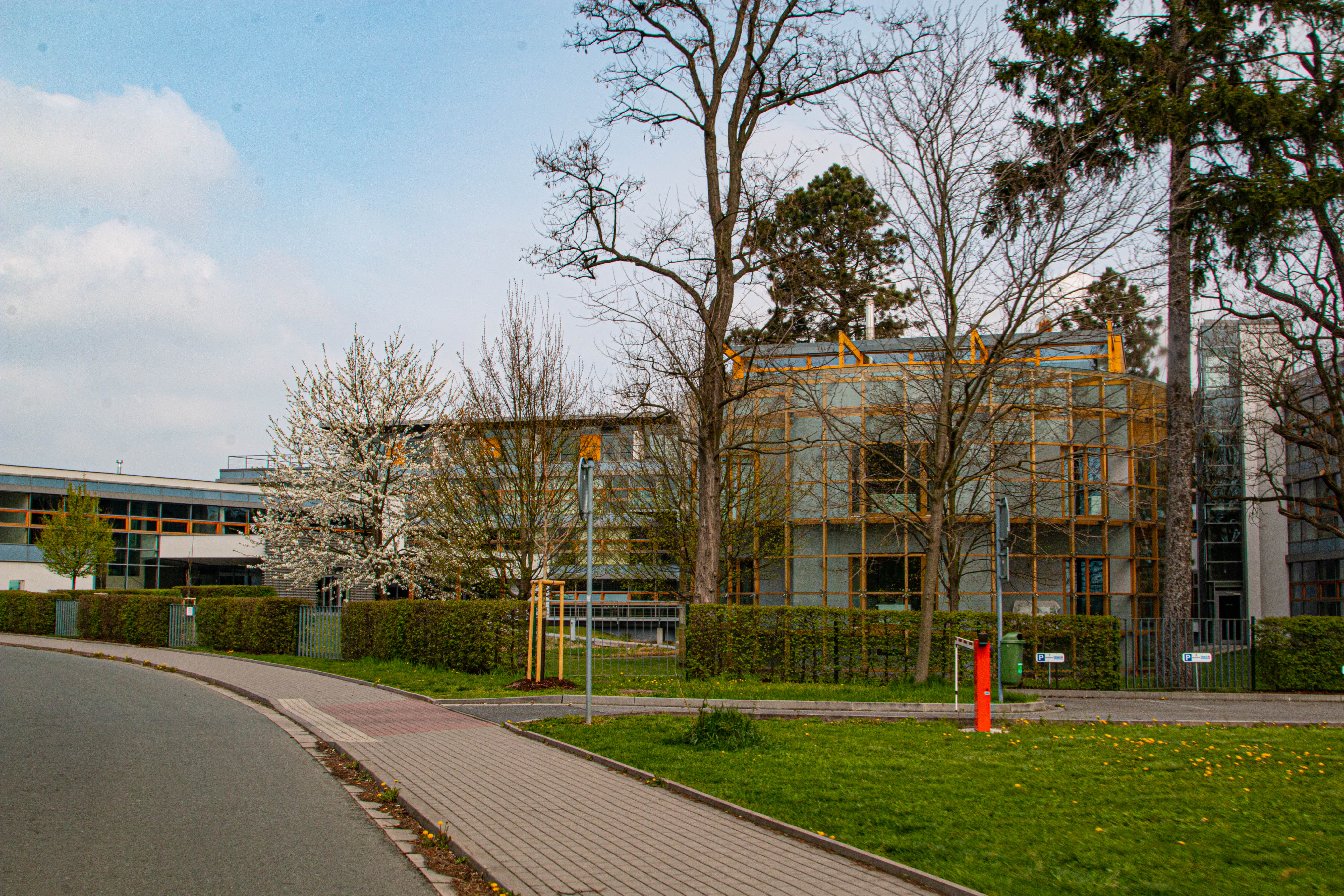
2010: Administrativní centrum Vinice v Pardubicích

- Rekonstrukce Malostranské besedy, Praha
- Malá vodní elektrárna Železný Brod
- Administrativní centrum Vinice, Pardubice
- Letní koupaliště, Hradec Králové
- Centrum sportu a zdraví Olomouc

### 2011
Oceněny byly tyto stavby:

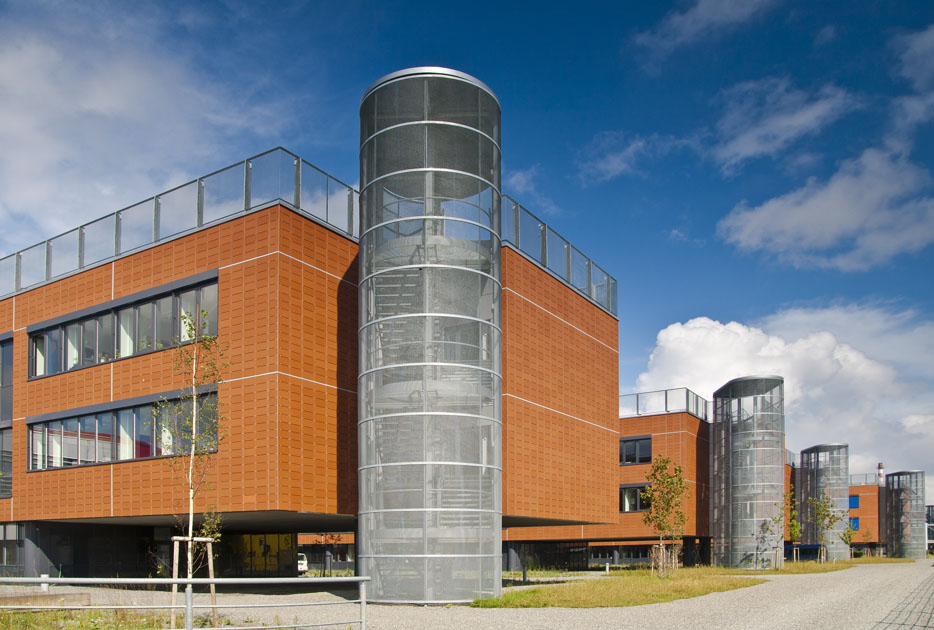
2011: Univerzitní kampus v Brně-Bohunicích

- Výstavba Jihozápadní části Pražského okruhu
- Golf Klub Čertovo břemeno
- Společenské centrum Trutnovska pro kulturu a volný čas
- Krytý plavecký bazén v Litomyšli
- Univerzitní kampus Masarykovy univerzity v Brně[26]

### 2012
Oceněny byly tyto stavby:

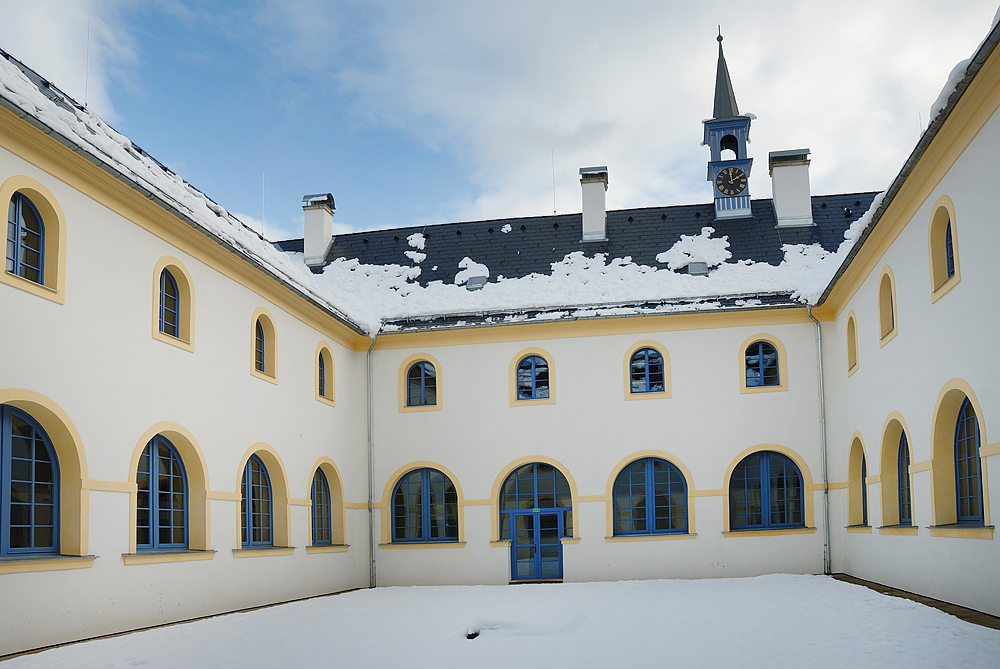
2012: Rekonstrukce františkánského kláštera v Hostinném

- Štětkova 18 – Rekonstrukce objektu Administrativní budova
- Přírodovědné exploratorium – rekonstrukce a dostavba hvězdárny a planetária Mikuláše Kopernika v Brně
- fabrika hotel
- Rekonstrukce františkánského kláštera v Hostinném
- Velkokapacitní zásobníky na pohonné hmoty, Loukov

### 2013
Oceněny byly tyto stavby:
- Lipa resort – Aparthotel Lipa

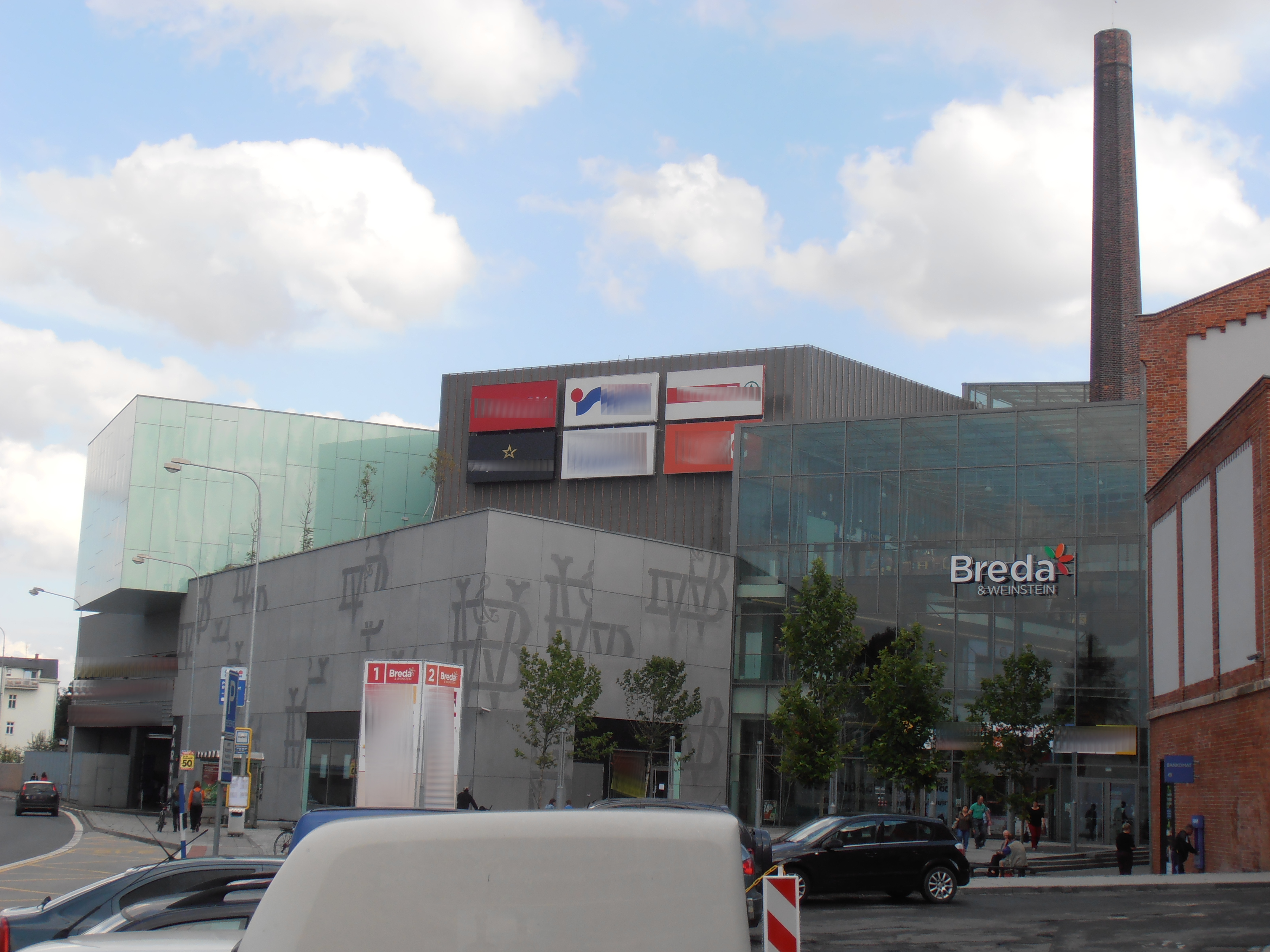
2013: Obchodní centrum SC Breda & Weinstein v Opavě

- Silnice I/42 Brno, VMO Dobrovského B
- Proton Therapy Center Praha
- SC Breda & Weinstein, Opava
- Multifinkční aula Gong – rekonverze plynojemu v NKP Dolní Vítkovice

### 2014
Oceněny byly tyto stavby:

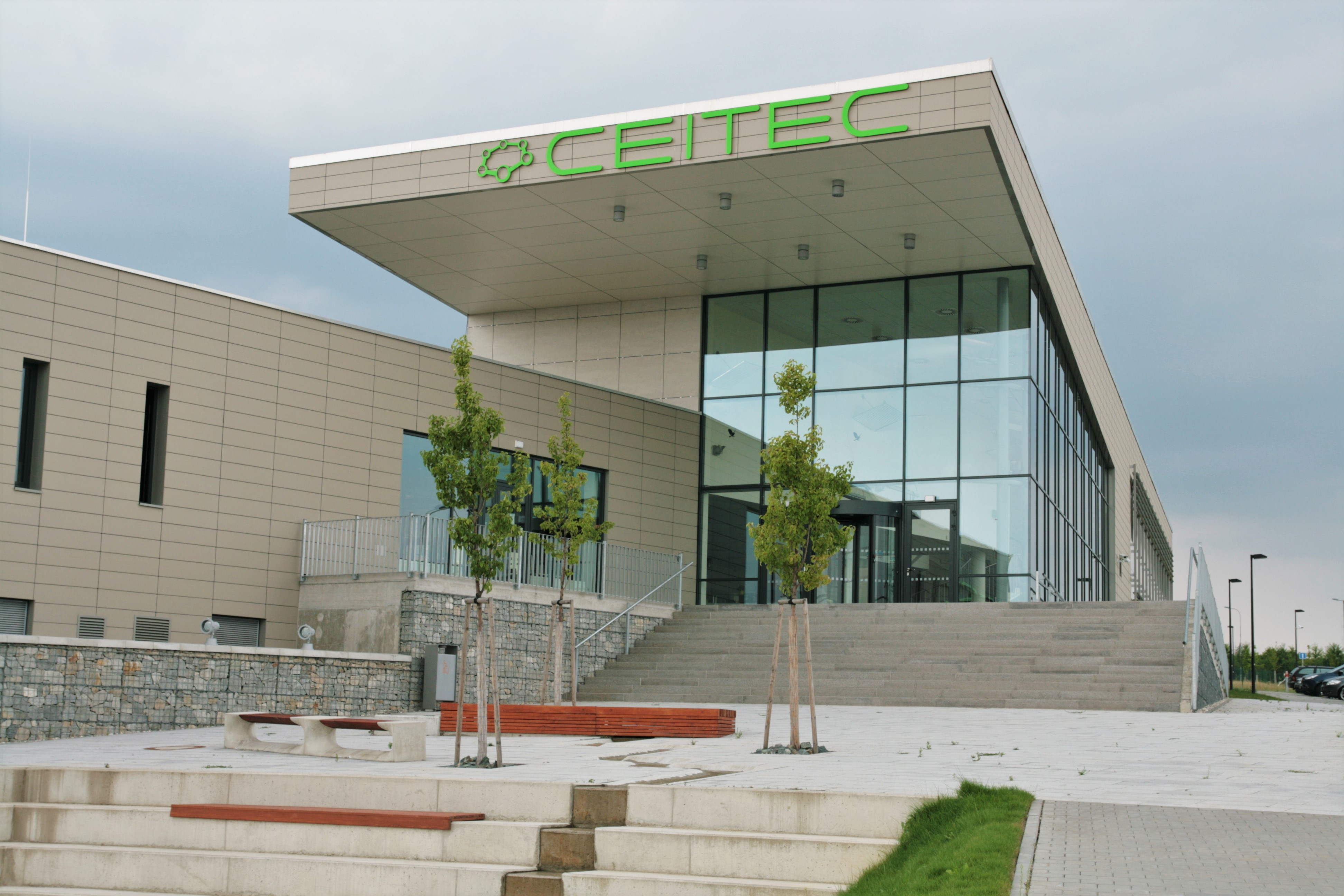
2014: Sídlo CEITEC v Brně

- CEITEC (Středoevropský technologický institut v Brně)[32]
- Rekonstrukce lanové dráhy na Sněžku
- Rodinný dům LF
- Letecké muzeum Metoděje Vlacha v Mladé Boleslavi
- Obchodní centrum Šantovka, Olomouc

### 2015
Oceněny byly tyto stavby:

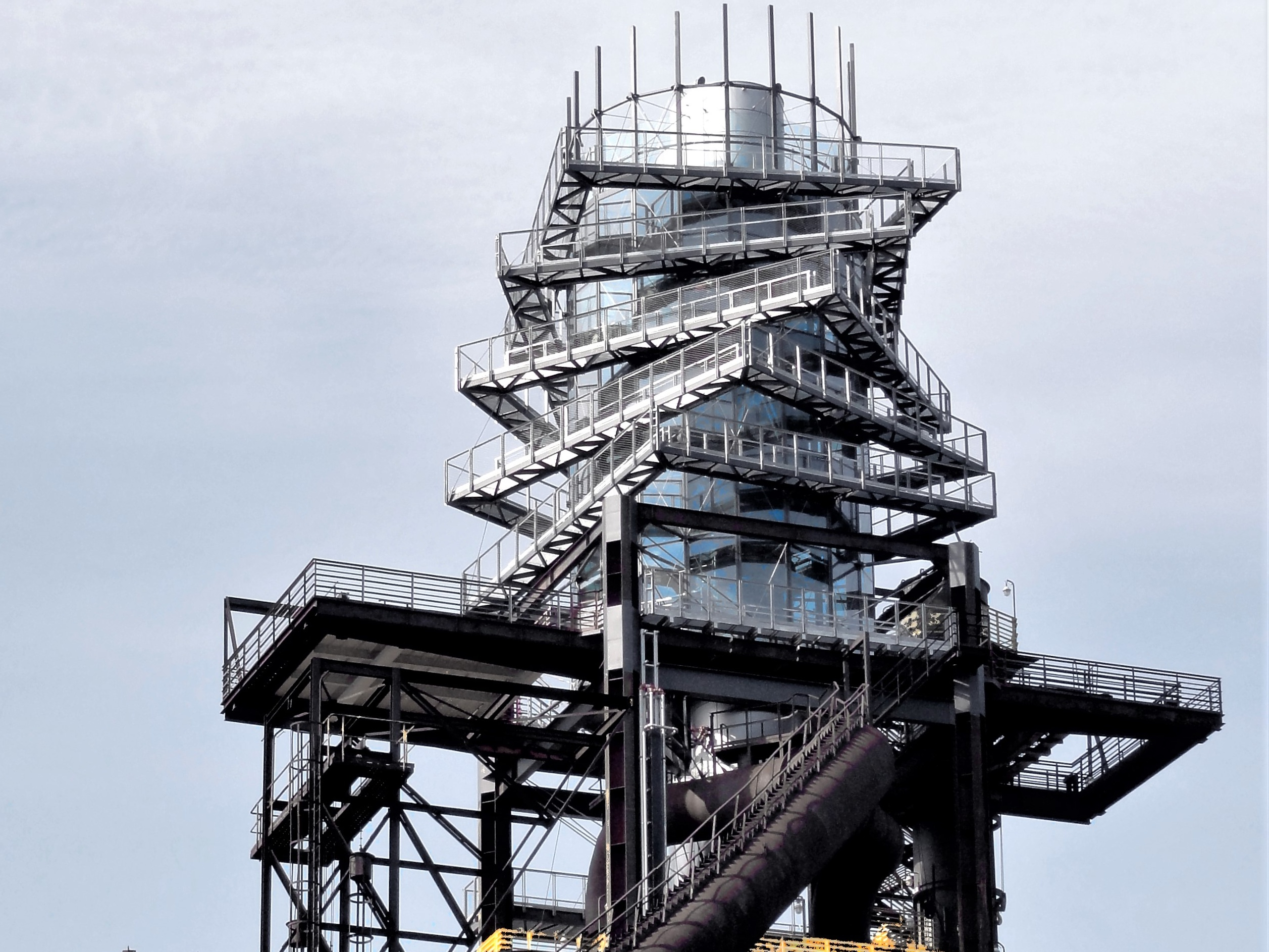
2015: Bolt Tower v Ostravě

- Bolt Tower (nástavba vysoké pece č. 1), Ostrava
- Zpřístupnění a nové využití dolu Hlubina, Ostrava
- Dostavba základní školy Dobřichovice, Dobřichovice, Středočeský kraj
- Komenského most, Jaroměř, Královéhradecký kraj
- Podzemní komplex v severní části Staroměstského náměstí, Mladá Boleslav, Královéhradecký kraj

### 2016
Oceněny byly tyto stavby:
- Tunelový komplex Blanka, Praha

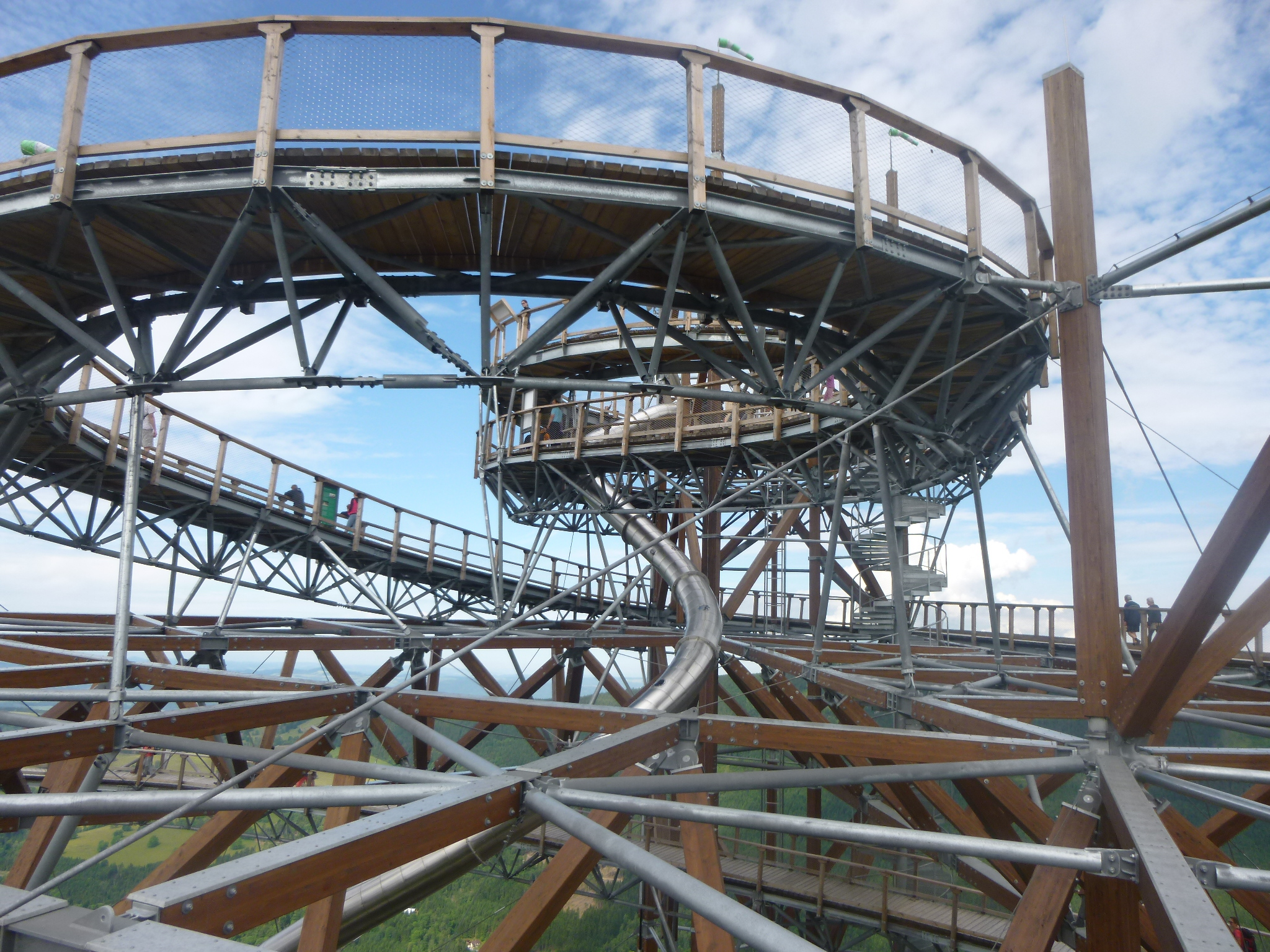
2016: Stezka v oblacích, Dolní Morava

- Archeologický park, Pavlov, Jihomoravský kraj
- Modernizace trati Tábor – Sudoměřice, Jihočeský kraj
- Vyhlídka Stezka v oblacích, Dolní Morava, Moravskoslezský kraj
- Rekonstrukce městského stadionu ve Vítkovicích, Ostrava

### 2017
Oceněny byly tyto stavby:
- Revitalizace Tyršových sadů, Pardubice
- Radnice a knihovna, Kardašova Řečice, Jihočeský kraj
- Kotelna Park Radlice, Radlice, Praha
- Stavební úpravy Galerie moderního umění, Hradec Králové
- Viadukty přes údolí potoka Hrabyňka a údolí potoka Kremlice, součást silnice I/11

### 2018
Oceněny byly tyto stavby:
- Sportovní hala, Dolní Břežany
- Palác Špork, Praha
- Škoda Icerink, Praha
- Rodinný dům, Neveklov

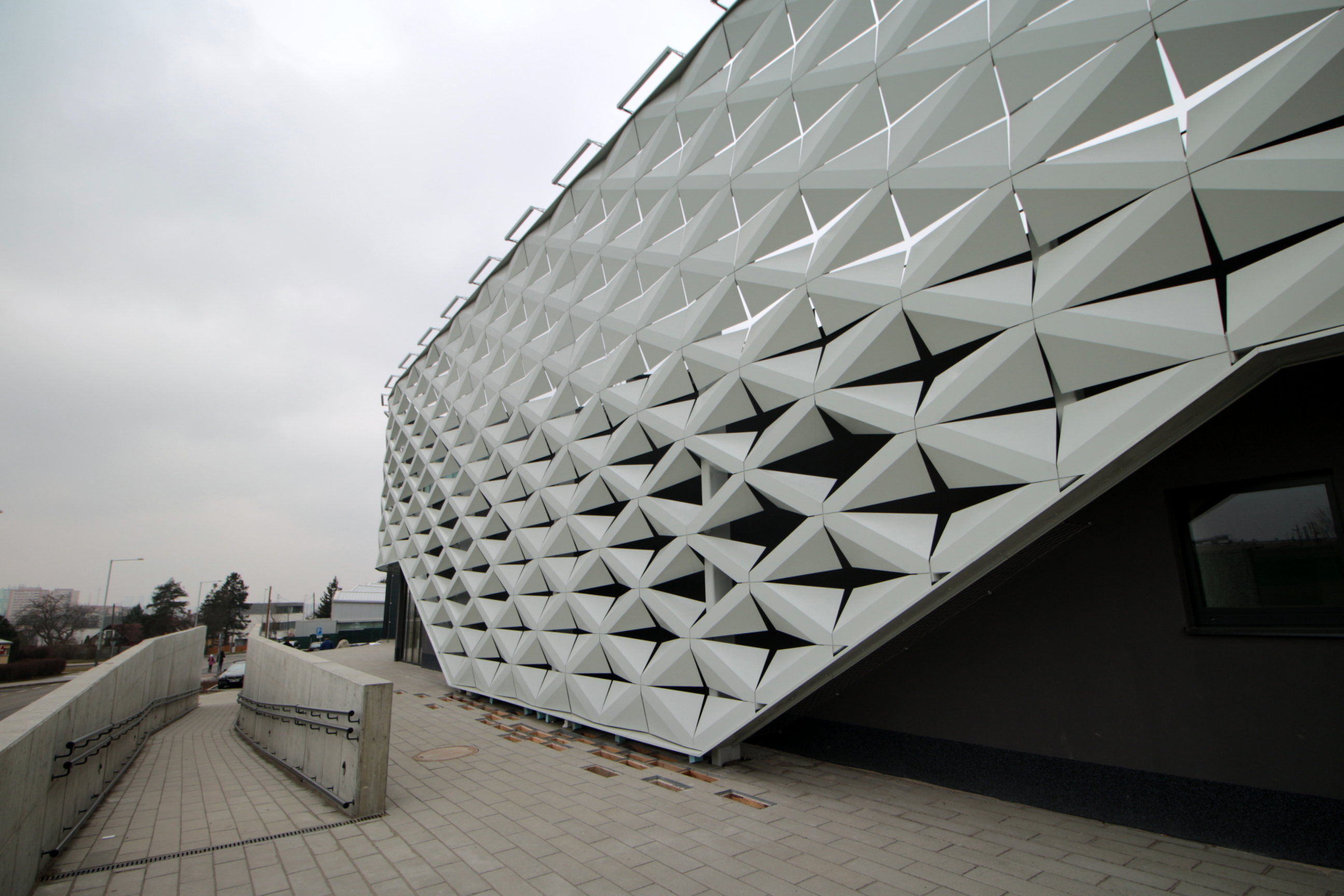
2018: Zimní stadion Škoda IceRink

- Rezidence U Michelského mlýna, Praha

### 2019
Oceněny byly tyto stavby:

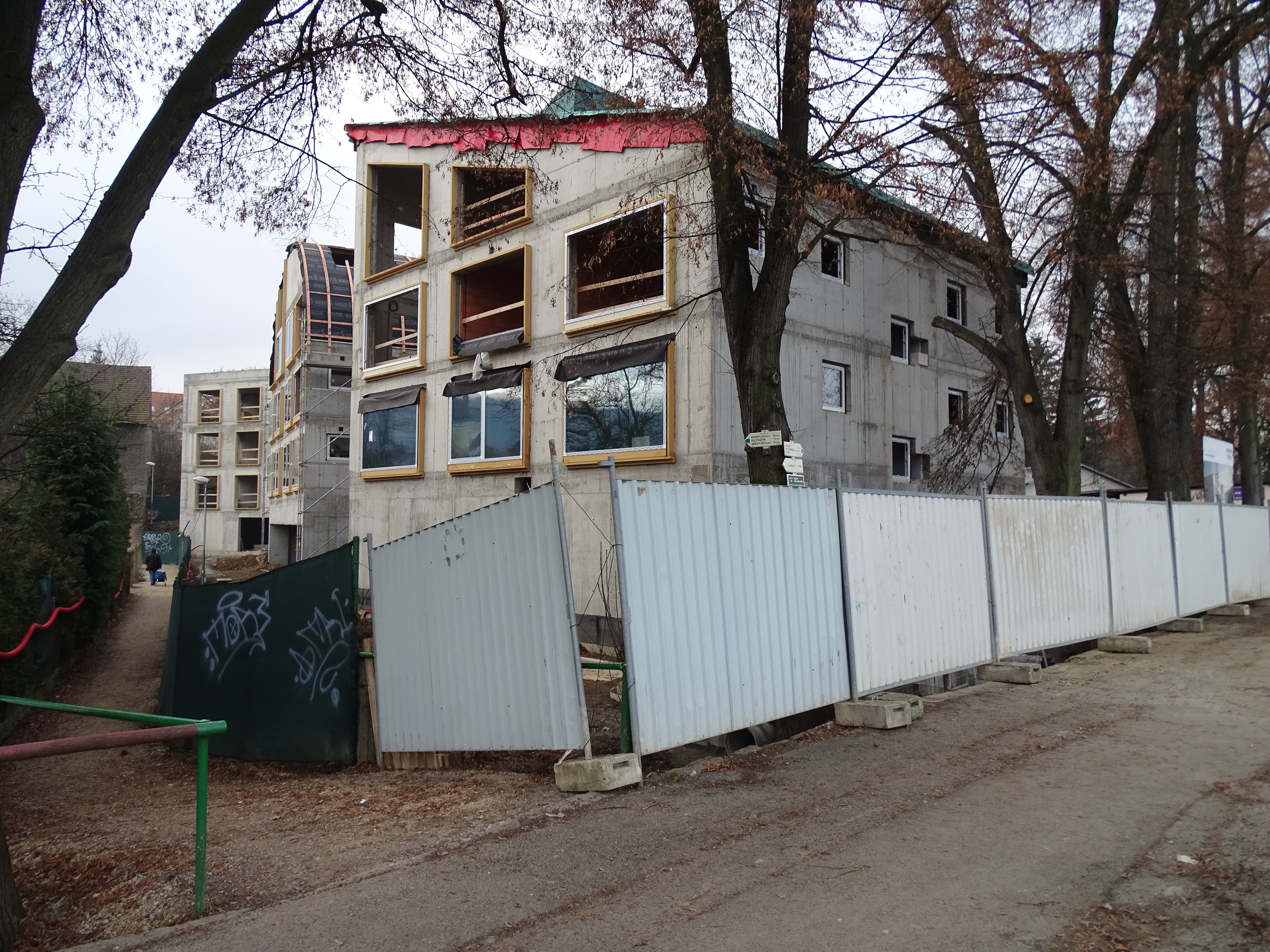
2019: Corso Pod Lipami během výstavby

- Vzdělávací a výcvikové středisko UPO, Velké Poříčí
- Administrativní budova DRN, Praha
- Ústřední čistírna odpadních vod na Císařském ostrově, Praha
- Mateřská škola Nová Ruda, Vratislavice nad Nisou
- Ájurvédský pavilon v Resortu Svatá Kateřina, Počátky
- Corso Pod Lipami, Řevnice

### 2020
Oceněny byly tyto stavby:
- O2 universum, Praha
- Firemní sídlo Lasvit, Nový Bor

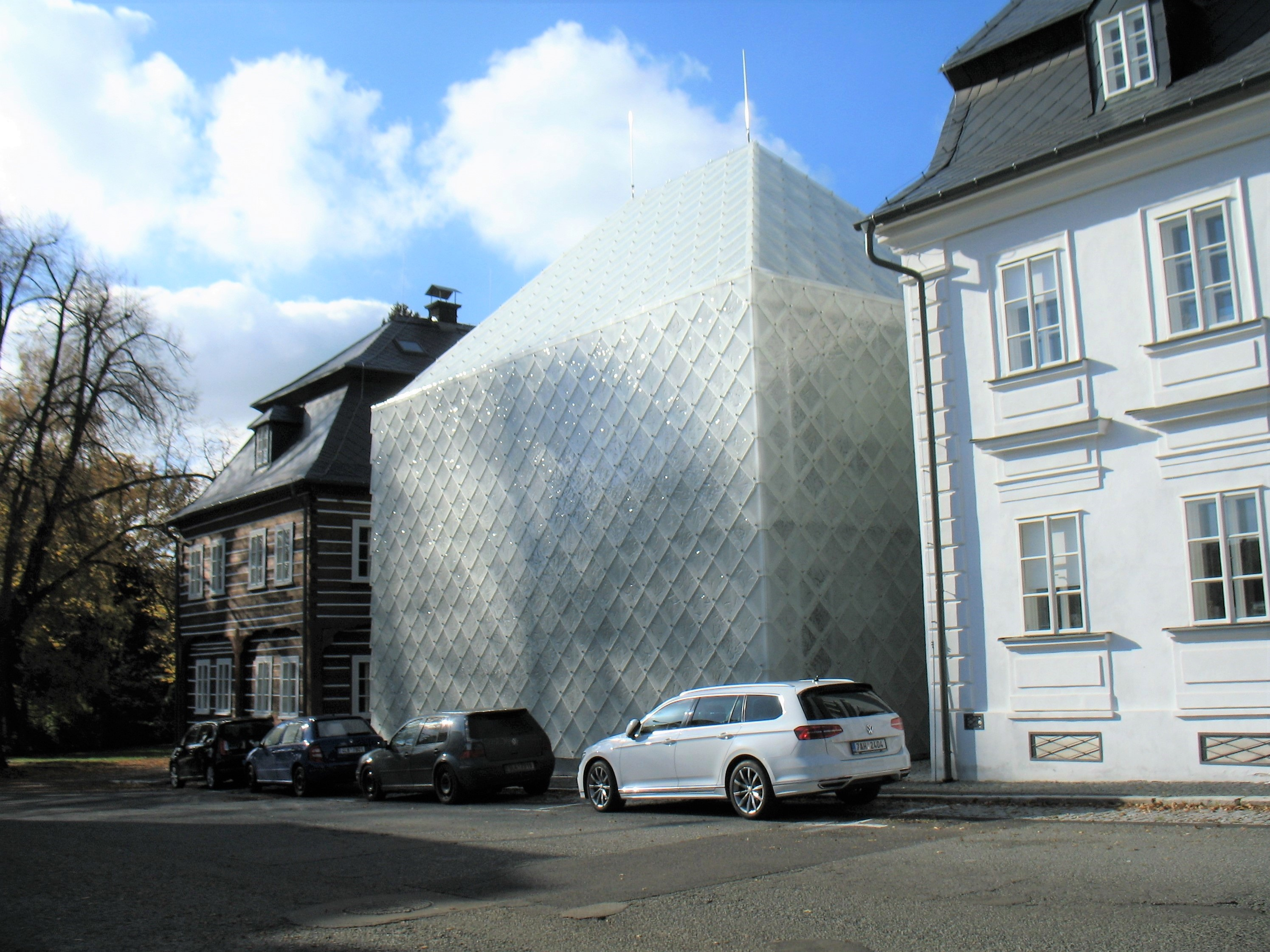
2020: Sídlo firmy Lasvit v Novém Boru

- Ústřední čistírna odpadních vod na Císařském ostrově, Praha
- Společenské centrum a modlitebna, Sedlčany
- Rekonstrukce mostu v km 1,429 trati Pňovany - Bezdružice, Pňovany
- Přístavba budovy Muzea skla a bižuterie, Jablonec nad Nisou
- Vodojem VSCT Veolia Smart Control Tower, Kladno
- Rezidence Park Masarykova, Liberec
- Přístavba rodinného domu, Kojetín

### 2021
Oceněny byly tyto stavby:
- Městská plavecká hala Louny

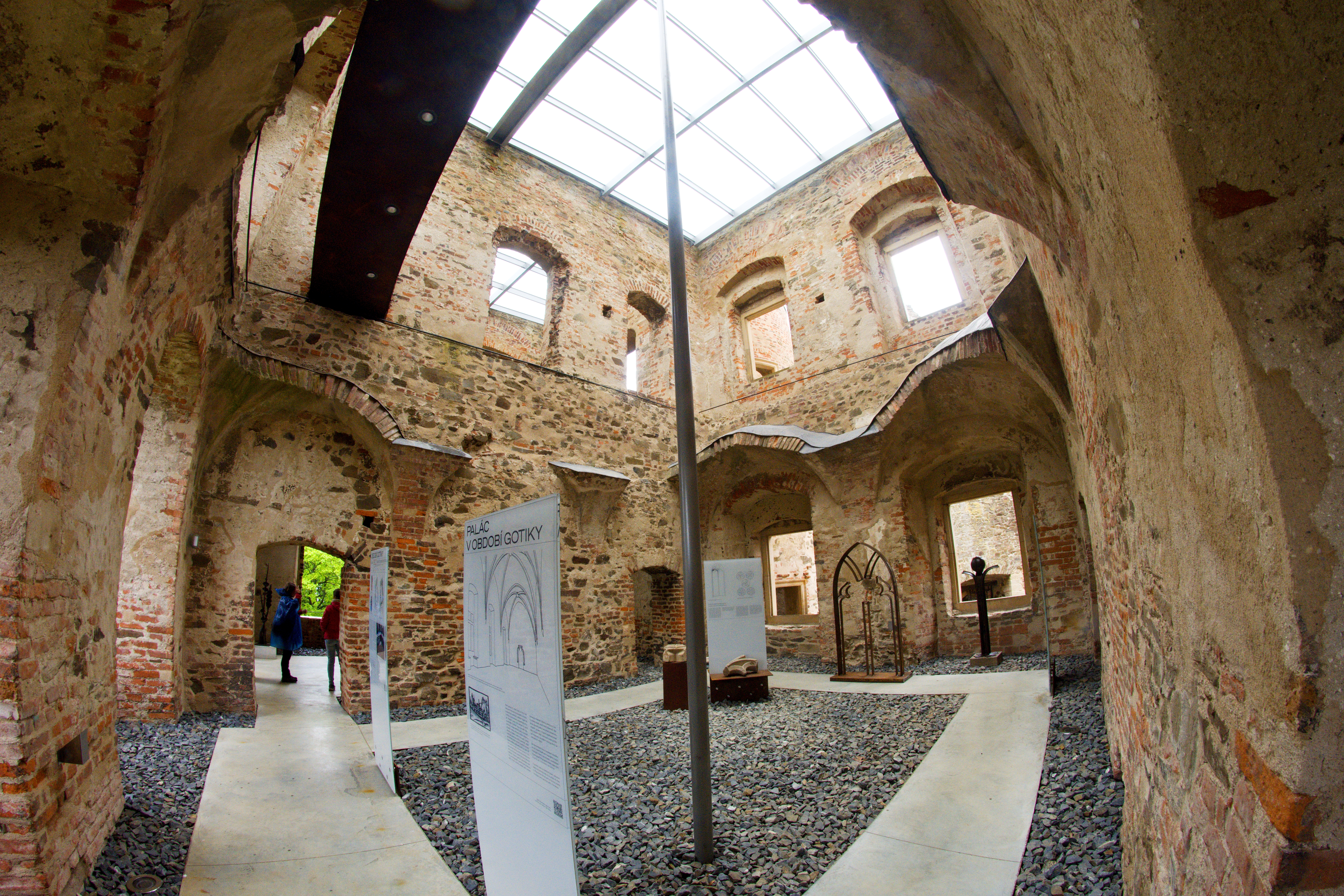
2021: Rekonstrukce paláce na hradě Helfštýn

- Kostel Krista Spasitele a komunitní centrum Praha-Barrandov
- Obnova poutního areálu ve Staré Boleslavi – Mariánská zóna
- Logistické centrum Lidl Česká republika
- Depozitář Slovenská Strela v Muzeu nákladních automobilů Tatra, Kopřivnice
- Hybernská 1, Praha 1
- Muzeum Komenského v Přerově – záchrana a zpřístupnění paláce na hradě Helfštýn
- Vila Vnitřní krajina, Nový Jičín
- Rekonstrukce kanalizačního sběrače, ulice Nad Novou Libní, Praha 8

### 2022
Oceněny byly tyto stavby:

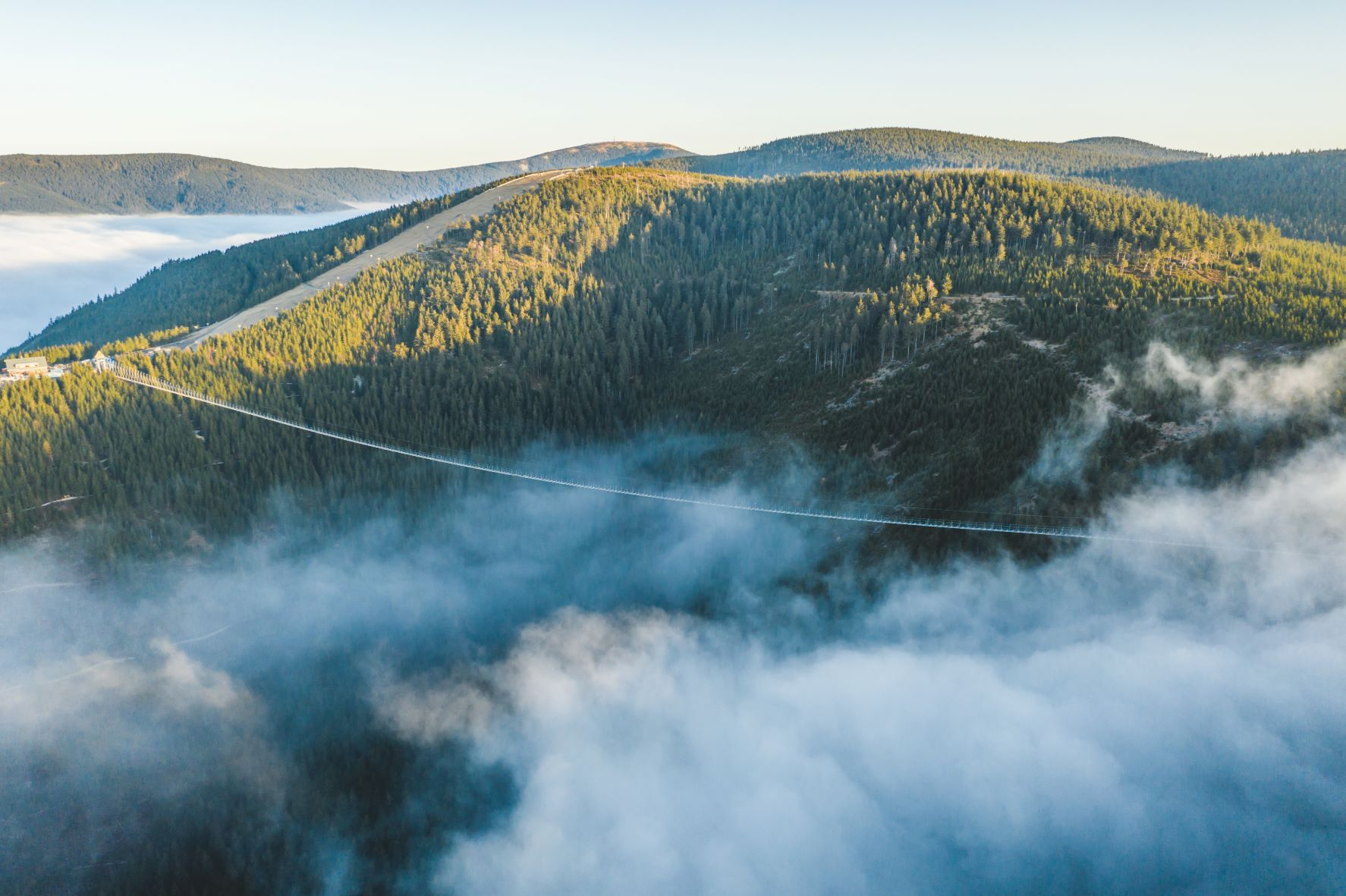
2022: Sky Bridge 721, Dolní Morava

- Rekonstrukce Armádního muzea Žižkov Praha
- Úprava ohlaví plavební komory Hořín
- Nový areál Nevoga Znojmo
- Sky Bridge 721, Dolní Morava
- Lávka přes Labe v Nymburce
- STAGES HOTEL Prague
- Clam Gallasův palác Praha - Staré Město
- Kunsthalle Praha
- Bořislavka Centrum Praha
- Rekonstrukce a nástavba vily Wellnerova, Olomouc

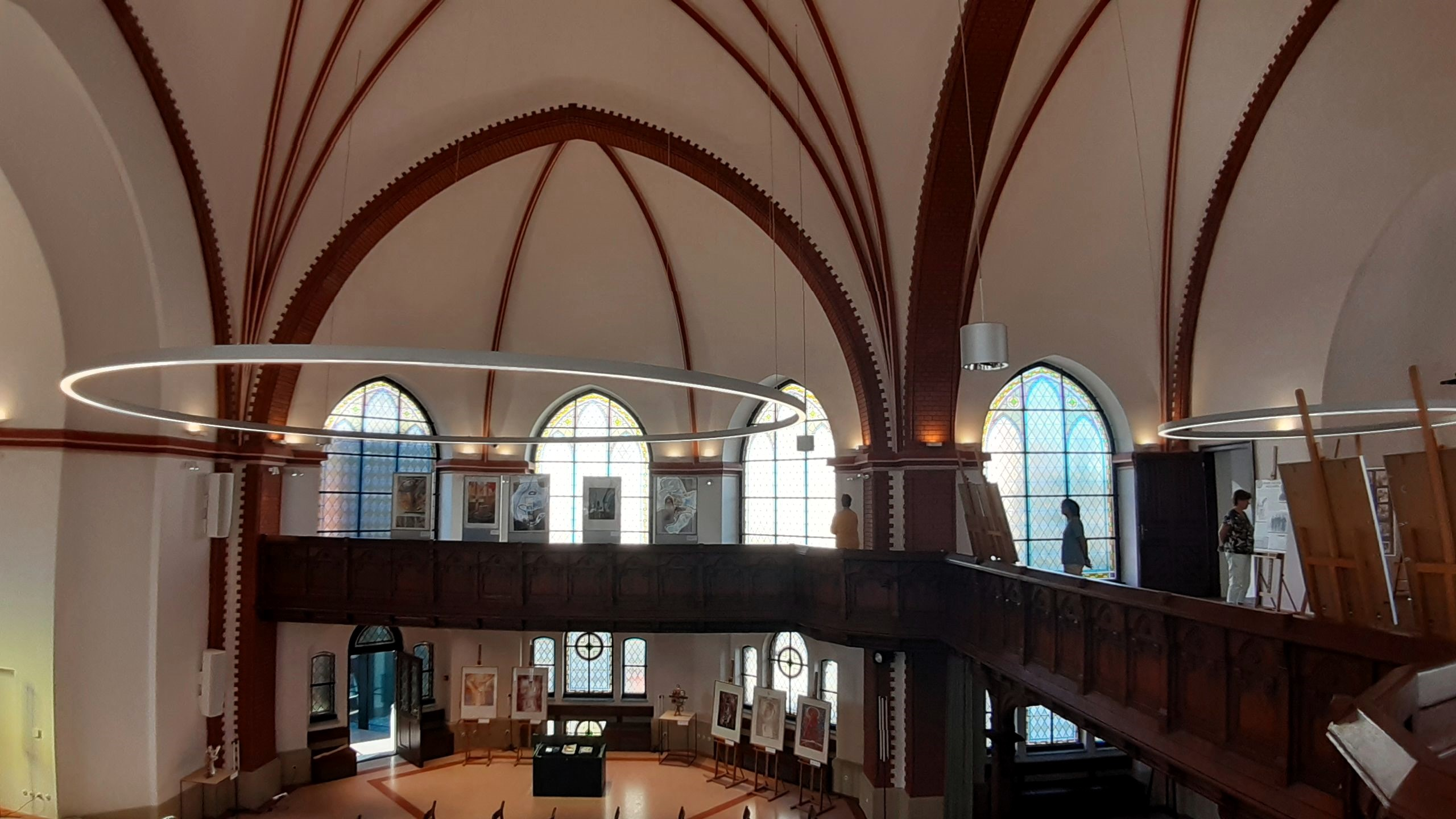
2023: Červený kostel v Olomouci

### 2023
Oceněny byly tyto stavby:
- Centrum současného umění EPO1 Trutnov
- Rekonstrukce tramvajové vozovny Slovany, Plzeň
- Multifunkční sportovní hala KAPKA resort, Vsetín
- Kompetenční centrum společnosti BAUMIT, Brandýs nad Labem
- Lávka Litomyšl
- Štvanická lávka Praha
- Nemocnice Pelhřimov – pavilon péče o rodinu
- LF UK v Plzni Univerzitní medicínské centrum (UniMeC) – II. etapa
- Návštěvnické centrum Rodinného pivovaru BERNARD v Humpolci
- Vědecká knihovna Olomouc – stavební úpravy objektu Červeného kostela
- Výstavba sídla Nejvyššího kontrolního úřadu Praha
- Záchrana kostela sv. Markéty v Jaroměřicích nad Rokytnou

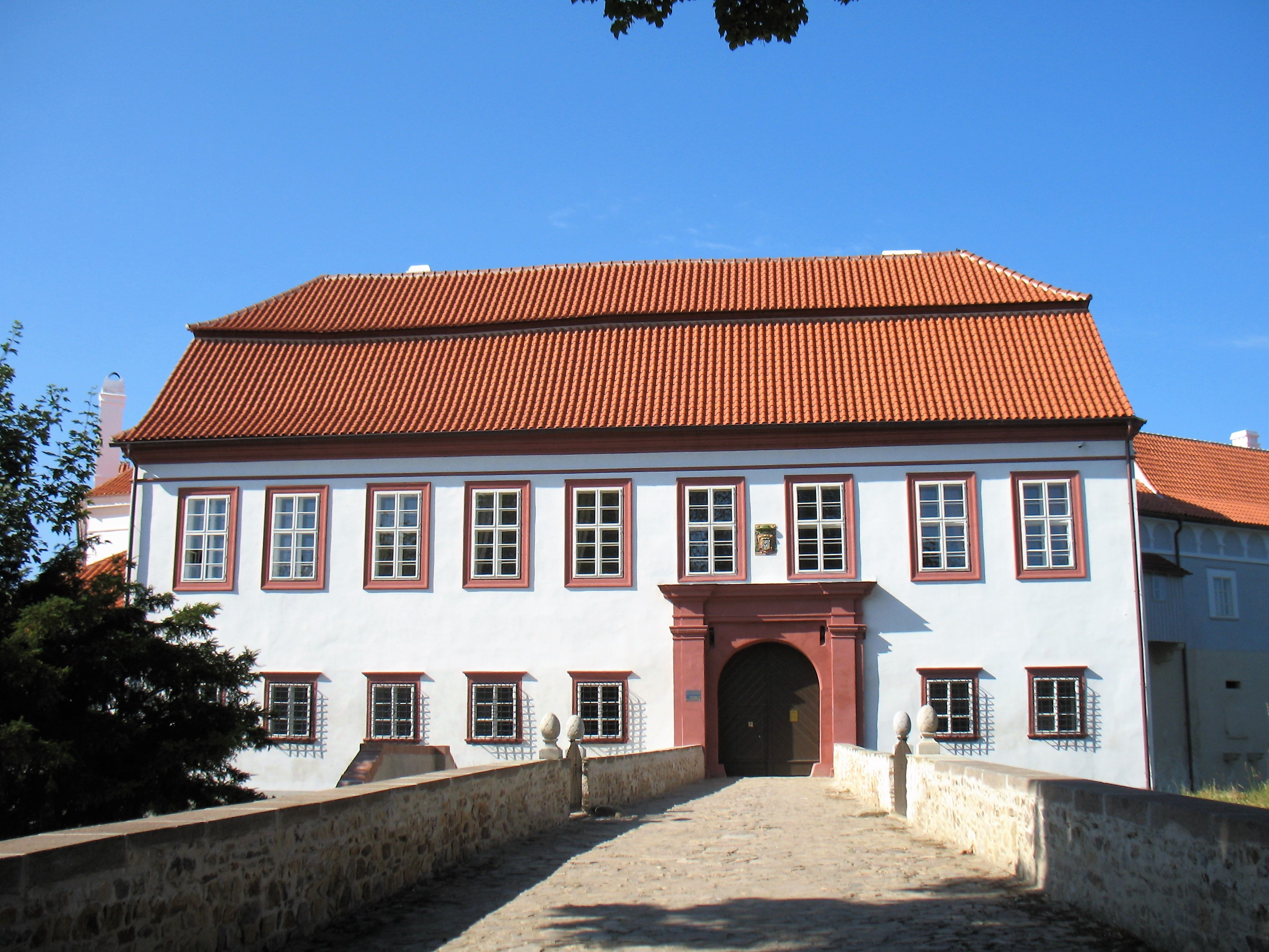
2024: Zámek Červená Řečice

- OÁZA a Rezidence ROSA v Liberci

### 2024
Oceněny byly tyto stavby:
- Císařské lázně a Koncertní sál Karlovy Vary
- Dům služeb Palkovice
- Zámek Červená Řečice
- Rekonstrukce bývalého pivovaru Eggenberg na kulturní centrum Port 1560, Český Krumlov
- Rekonstrukce Jiráskova divadla v České Lípě
- Multifunkční fotbalový stadion Hradec Králové
- Rekonstrukce a přístavba knihovny v Rožnově pod Radhoštěm
- Masaryčka
- Roztyly Plaza
- Polyfunkční areál Havlíčkova, Kroměříž
- Administrativní́ budova IMPORTO Klatovy
- Krytý bazén Znojmo – Louka
- SMÍCHOV CITY 1 a 2
- Modernizace trati Hradec Králové – Pardubice – Chrudim